# ألكسندر كوزينكو
ألكسندر كوزينكو (بالألمانية: Alexander Kosenkow) مواليد 14 مارس 1977، هو عداء ألماني متخصص في 100 متر تتابع. مثل بلاده في الأولمبياد.

## سجل المنافسة
| العام        | المسابقة                                  | المكان          | المركز       | حدث           | ملاحظة       |
| يمثل ألمانيا | يمثل ألمانيا                              | يمثل ألمانيا    | يمثل ألمانيا | يمثل ألمانيا  | يمثل ألمانيا |
| ------------ | ----------------------------------------- | --------------- | ------------ | ------------- | ------------ |
| 1995         | بطولة أوروبا لألعاب القوى للناشئين 1995   | نيرغهازا، المجر | 3            | 4x100 م تتابع | 40.29        |
| 1997         | بطولة أوروبا لألعاب القوى تحت 23 سنة 1997 | توركو، فنلندا   | 3            | 4x100 م تتابع | 39.45        |
| 1999         | بطولة أوروبا لألعاب القوى تحت 23 سنة 1999 | غوتنبرغ، السويد | 10           | 100m          | 10.60        |
| 1999         | بطولة أوروبا لألعاب القوى تحت 23 سنة 1999 | غوتنبرغ، السويد | 3            | 4x100 م تتابع | 39.69        |
| 2002         | بطولة أوروبا لألعاب القوى 2002            | ميونخ، ألمانيا  | 3            | 4x100 م تتابع | 38.88        |
| 2005         | بطولة العالم لألعاب القوى 2005            | هلسنكي، فنلندا  | 7            |               | 38.48 (SB)   |
| 2012         | بطولة أوروبا لألعاب القوى 2012            | هلسنكي، فنلندا  | 2            |               | 38.44        |
| 2015         | بطولة العالم لألعاب القوى 2015            | بكين، الصين     | 4            |               | 38.15        |

## روابط خارجية
- ألكسندر كوزينكو على موقع الاتحاد الدولي لألعاب القوى (الإنجليزية)
- ألكسندر كوزينكو على موقع الدوري الماسي (الإنجليزية)
- ألكسندر كوزينكو على موقع اللجنة الأولمبية الدولية (الإنجليزية)
- ألكسندر كوزينكو على موقع أوليمبيديا (الإنجليزية)
- ألكسندر كوزينكو على موقع اللجنة الأولمبية الألمانية (الألمانية)